# Paramicromerys rothorum
Paramicromerys rothorum là một loài nhện trong họ Pholcidae. Loài này được phát hiện ở Madagascar.